# ۱۲ (فیلم ۲۰۰۳)
«۱۲» (انگلیسی: 12 (2003 film)) یک فیلم است که در سال ۲۰۰۳ منتشر شد. از بازیگران آن می‌توان به آلیسون الیوت اشاره کرد.